# Крепость 2: Глаз снайпера
«Крепость 2: Глаз снайпера» (англ. Fortress: Sniper's Eye) — американский боевик режиссёра Джоша Стернфельда. Продолжение фильма Крепость. В США фильм вышел в ограниченном прокате 29 апреля 2022 года. В России фильм вышел в онлайн-кинотеатрах 18 августа 2022 года.

## Сюжет
Спустя две недели после событий первого фильма Роберт Майклс, бывший сотрудник ЦРУ, спасает Сашу, вдову убитого им своего врага Фредерика Бальзари, что и обещал последнему перед тем, как его застрелить. Однако Бальзари остался жив, и у Саши с ним, похоже, есть собственные планы. Роберт Майклс, его сын Пол, и другие персонажи из первого фильма должны работать вместе, чтобы остановить их.

## В ролях
- Джесси Меткалф — Пол Майклс
- Брюс Уиллис — Роберт Майклс
- Чад Майкл Мюррей — Фредерик Бальзари
- Натали Бёрн — Сандра
- Келли Грейсон — Кейт Тейлор
- Сер’Дариус Блэйн — Улисс
- Майкл Сироу — Кен Блейн
- Уэлкер Уайт — Кэрол Тейлор
- Натали Юра — Саша
- Габриэль Хоф — Зои
- Лесли Эмметт — Марсия
- Ларкен Вудворд — Дженис
- Леонардо Кастро — Мадрис

## Производство
Крепость 2: Глаз снайпера был анонсирован 3 мая 2021 года как продолжение фильма Крепость. Основные съёмки начались в Пуэрто-Рико в мае 2021 года. Съёмки Крепость 2: Глаз снайпера завершились к ноябрю 2021 года.